# جمبیل احمدبکوف
جمبیل آجانولی احمدبکوف (قزاقی: Жамбыл Аужанұлы Ахметбеков؛ زادهٔ ۱۱ february ۱۹۶۱ (۶۴ سال)) سیاستمدار قزاقستانی، دبیر کمیته مرکزی حزب خلق قزاقستان از سال ۲۰۰۷، و عضو ماژیلیس از سال ۲۰۱۲ است. او نامزد حزب کمونیست خلق قزاقستان (QKHP) در انتخابات ریاست جمهوری قزاقستان در سال‌های ۲۰۱۱ و ۲۰۱۹ بود.